# Светозарево (Кировская область)
Светозарево — деревня в Слободском районе Кировской области. Является административным центром Светозаревского сельского поселения.

## География
Находится на расстоянии примерно 11 км по прямой на юго-восток от районного центра города Слободской.

## История
Известна с 1939 года, в 1950 году учтено 14 хозяйств 62 жителя, в 1989 403 жителя . 

## Население
Постоянное население  составляло 404 человека (удмурты 84%) в 2002 году, 354 в 2010.